# Upplands runinskrifter 93
Upplands runinskrifter 93 är en försvunnen vikingatida runsten som funnits i Veddesta, Järfälla socken och Järfälla kommun. Runstenen omnämndes år 1728 av Olof Celsius den äldre. Sedan dess är stenen försvunnen.

## Inskriften
Translitterering av runraden:
[' sʀkuastr × auk × tasʀ × a... a-utr + þair × ltu + if-ʀ þouʀ+staih +]
Normalisering till runsvenska:
Sigfastr ok Tassi(?)/Dasi(?) o[k] A[n]undr(?) þæiʀ letu æf[ti]ʀ Þorstæin.
Översättning till nusvenska:
Sigvast och... och Anund de läto (resa stenen) efter Torsten.